# Bang Bang (Jessie J)
"Bang Bang" is een nummer van de Britse zangeres Jessie J, Amerikaanse zangeres Ariana Grande en Trinidadiaans-Amerikaans rapper Nicki Minaj. Het nummer werd uitgebracht op 29 juli 2014 door Lava Records en Republic Records. Het is de eerste single afkomstig van het opkomende album Sweet Talker van Jessie J en staat ook op de deluxe-versie van My Everything van Ariana Grande. "Bang Bang" bereikte de nummervier-positie in de Australische en Amerikaanse hitlijsten. Hoewel de releasedatum van het nummer 29 juli 2014 was, lekte het een paar uur van tevoren op het internet.
De muziekvideo verscheen op 25 augustus 2014 op het YouTube-kanaal van Jessie J en is geregisseerd door Hannah Lux Davis.

## Tracklijst
| Nr. | Titel                           | Duur  |
| --- | ------------------------------- | ----- |
| 1.  | Bang Bang                       | 03:19 |
| 2.  | Bang Bang (Jessie J soloversie) | 03:11 |

| Nr. | Titel     | Duur  |
| --- | --------- | ----- |
| 1.  | Bang Bang | 03:19 |

| Nr. | Titel                                | Duur  |
| --- | ------------------------------------ | ----- |
| 1.  | Bang Bang (Dada Life remix)          | 03:34 |
| 2.  | Bang Bang (Kat Krazy remix)          | 03:57 |
| 3.  | Bang Bang (3LAU remix)               | 03:06 |
| 4.  | Bang Bang (Imanos en Gramercy remix) | 03:34 |
| 5.  | Bang Bang (Super Stylers remix)      | 03:33 |

## Hitnoteringen

### Nederlandse Top 40
| Hitnotering: 16-08-2014 t/m 03-01-2015 | Hitnotering: 16-08-2014 t/m 03-01-2015 | Hitnotering: 16-08-2014 t/m 03-01-2015 | Hitnotering: 16-08-2014 t/m 03-01-2015 | Hitnotering: 16-08-2014 t/m 03-01-2015 | Hitnotering: 16-08-2014 t/m 03-01-2015 | Hitnotering: 16-08-2014 t/m 03-01-2015 | Hitnotering: 16-08-2014 t/m 03-01-2015 | Hitnotering: 16-08-2014 t/m 03-01-2015 | Hitnotering: 16-08-2014 t/m 03-01-2015 | Hitnotering: 16-08-2014 t/m 03-01-2015 | Hitnotering: 16-08-2014 t/m 03-01-2015 | Hitnotering: 16-08-2014 t/m 03-01-2015 | Hitnotering: 16-08-2014 t/m 03-01-2015 | Hitnotering: 16-08-2014 t/m 03-01-2015 | Hitnotering: 16-08-2014 t/m 03-01-2015 | Hitnotering: 16-08-2014 t/m 03-01-2015 | Hitnotering: 16-08-2014 t/m 03-01-2015 | Hitnotering: 16-08-2014 t/m 03-01-2015 | Hitnotering: 16-08-2014 t/m 03-01-2015 | Hitnotering: 16-08-2014 t/m 03-01-2015 | Hitnotering: 16-08-2014 t/m 03-01-2015 |
| Week:                                  | 1                                      | 2                                      | 3                                      | 4                                      | 5                                      | 6                                      | 7                                      | 8                                      | 9                                      | 10                                     | 11                                     | 12                                     | 13                                     | 14                                     | 15                                     | 16                                     | 17                                     | 18                                     | 19                                     | 20                                     |                                        |
| -------------------------------------- | -------------------------------------- | -------------------------------------- | -------------------------------------- | -------------------------------------- | -------------------------------------- | -------------------------------------- | -------------------------------------- | -------------------------------------- | -------------------------------------- | -------------------------------------- | -------------------------------------- | -------------------------------------- | -------------------------------------- | -------------------------------------- | -------------------------------------- | -------------------------------------- | -------------------------------------- | -------------------------------------- | -------------------------------------- | -------------------------------------- | -------------------------------------- |
| Positie:                               | 32                                     | 19                                     | 12                                     | 8                                      | 7                                      | 6                                      | 11                                     | 11                                     | 10                                     | 11                                     | 12                                     | 14                                     | 21                                     | 23                                     | 25                                     | 26                                     | 27                                     | 28                                     | 30                                     | 36                                     | uit                                    |

### NederlandseSingle Top 100
| Hitnotering (week 1 t/m 41): 02-08-2014 t/m 09-05-2015 Hitnotering (week 42): 06-06-2015 Hitnotering (week 43): 18-07-2015 | Hitnotering (week 1 t/m 41): 02-08-2014 t/m 09-05-2015 Hitnotering (week 42): 06-06-2015 Hitnotering (week 43): 18-07-2015 | Hitnotering (week 1 t/m 41): 02-08-2014 t/m 09-05-2015 Hitnotering (week 42): 06-06-2015 Hitnotering (week 43): 18-07-2015 | Hitnotering (week 1 t/m 41): 02-08-2014 t/m 09-05-2015 Hitnotering (week 42): 06-06-2015 Hitnotering (week 43): 18-07-2015 | Hitnotering (week 1 t/m 41): 02-08-2014 t/m 09-05-2015 Hitnotering (week 42): 06-06-2015 Hitnotering (week 43): 18-07-2015 | Hitnotering (week 1 t/m 41): 02-08-2014 t/m 09-05-2015 Hitnotering (week 42): 06-06-2015 Hitnotering (week 43): 18-07-2015 | Hitnotering (week 1 t/m 41): 02-08-2014 t/m 09-05-2015 Hitnotering (week 42): 06-06-2015 Hitnotering (week 43): 18-07-2015 | Hitnotering (week 1 t/m 41): 02-08-2014 t/m 09-05-2015 Hitnotering (week 42): 06-06-2015 Hitnotering (week 43): 18-07-2015 | Hitnotering (week 1 t/m 41): 02-08-2014 t/m 09-05-2015 Hitnotering (week 42): 06-06-2015 Hitnotering (week 43): 18-07-2015 | Hitnotering (week 1 t/m 41): 02-08-2014 t/m 09-05-2015 Hitnotering (week 42): 06-06-2015 Hitnotering (week 43): 18-07-2015 | Hitnotering (week 1 t/m 41): 02-08-2014 t/m 09-05-2015 Hitnotering (week 42): 06-06-2015 Hitnotering (week 43): 18-07-2015 | Hitnotering (week 1 t/m 41): 02-08-2014 t/m 09-05-2015 Hitnotering (week 42): 06-06-2015 Hitnotering (week 43): 18-07-2015 | Hitnotering (week 1 t/m 41): 02-08-2014 t/m 09-05-2015 Hitnotering (week 42): 06-06-2015 Hitnotering (week 43): 18-07-2015 | Hitnotering (week 1 t/m 41): 02-08-2014 t/m 09-05-2015 Hitnotering (week 42): 06-06-2015 Hitnotering (week 43): 18-07-2015 | Hitnotering (week 1 t/m 41): 02-08-2014 t/m 09-05-2015 Hitnotering (week 42): 06-06-2015 Hitnotering (week 43): 18-07-2015 | Hitnotering (week 1 t/m 41): 02-08-2014 t/m 09-05-2015 Hitnotering (week 42): 06-06-2015 Hitnotering (week 43): 18-07-2015 | Hitnotering (week 1 t/m 41): 02-08-2014 t/m 09-05-2015 Hitnotering (week 42): 06-06-2015 Hitnotering (week 43): 18-07-2015 |
| Week: | 1 | 2 | 3 | 4 | 5 | 6 | 7 | 8 | 9 | 10 | 11 | 12 | 13 | 14 | 15 | 16 |
| --- | --- | --- | --- | --- | --- | --- | --- | --- | --- | --- | --- | --- | --- | --- | --- | --- |
| Positie: | 59 | 32 | 24 | 17 | 15 | 8 | 7 | 9 | 7 | 7 | 9 | 10 | 10 | 13 | 12 | 12 |
| Week: | 17 | 18 | 19 | 20 | 21 | 22 | 23 | 24 | 25 | 26 | 27 | 28 | 29 | 30 | 31 | 32 |
| Positie: | 7 | 9 | 14 | 16 | 23 | 23 | 17 | 20 | 26 | 32 | 33 | 38 | 42 | 44 | 42 | 49 |
| Week: | 33 | 34 | 35 | 36 | 37 | 38 | 39 | 40 | 41 | | 42 | | 43 | | | |
| Positie: | 43 | 48 | 51 | 52 | 52 | 68 | 73 | 82 | 88 | uit | 87 | uit | 99 | uit | | |

### 3FM Mega Top 50
| Hitnotering: 09-08-2014 t/m 10-01-2015 | Hitnotering: 09-08-2014 t/m 10-01-2015 | Hitnotering: 09-08-2014 t/m 10-01-2015 | Hitnotering: 09-08-2014 t/m 10-01-2015 | Hitnotering: 09-08-2014 t/m 10-01-2015 | Hitnotering: 09-08-2014 t/m 10-01-2015 | Hitnotering: 09-08-2014 t/m 10-01-2015 | Hitnotering: 09-08-2014 t/m 10-01-2015 | Hitnotering: 09-08-2014 t/m 10-01-2015 | Hitnotering: 09-08-2014 t/m 10-01-2015 | Hitnotering: 09-08-2014 t/m 10-01-2015 | Hitnotering: 09-08-2014 t/m 10-01-2015 | Hitnotering: 09-08-2014 t/m 10-01-2015 |
| Week:                                  | 1                                      | 2                                      | 3                                      | 4                                      | 5                                      | 6                                      | 7                                      | 8                                      | 9                                      | 10                                     | 11                                     | 12                                     |
| -------------------------------------- | -------------------------------------- | -------------------------------------- | -------------------------------------- | -------------------------------------- | -------------------------------------- | -------------------------------------- | -------------------------------------- | -------------------------------------- | -------------------------------------- | -------------------------------------- | -------------------------------------- | -------------------------------------- |
| Positie:                               | 24                                     | 19                                     | 18                                     | 17                                     | 12                                     | 9                                      | 11                                     | 11                                     | 12                                     | 12                                     | 13                                     | 14                                     |
| Week:                                  | 13                                     | 14                                     | 15                                     | 16                                     | 17                                     | 18                                     | 19                                     | 20                                     | 21                                     | 22                                     | 23                                     |                                        |
| Positie:                               | 17                                     | 18                                     | 18                                     | 16                                     | 21                                     | 31                                     | 32                                     | 40                                     | 45                                     | 46                                     | 50                                     | uit                                    |

## Releasedata
| Land                | Releasedatum      | Formaat        | Label          |
| ------------------- | ----------------- | -------------- | -------------- |
| Wereldwijd          | 29 juli 2014      | muziekdownload | Lava, Republic |
| Duitsland           | 22 augustus 2014  | muziekdownload | Lava, Republic |
| Ierland             | 19 september 2014 | muziekdownload | Lava, Republic |
| Verenigd Koninkrijk | 21 september 2014 | muziekdownload | Lava, Republic |
| Duitsland           | 26 september 2014 | cd-single      | Lava, Republic |